# Hongqiao (häradshuvudort)
Hongqiao (kinesiska: Hung-ch’iao-chen, Ch’i-tung, Hung-ch’iao-shih, Hung-ch’iao, 洪桥) är en häradshuvudort i Kina. Den ligger i provinsen Hunan, i den södra delen av landet, omkring 180 kilometer sydväst om provinshuvudstaden Changsha.
Runt Hongqiao är det tätbefolkat, med 493 invånare per kvadratkilometer. Det finns inga andra samhällen i närheten. I omgivningarna runt Hongqiao växer huvudsakligen savannskog.
Genomsnittlig årsnederbörd är 1 624 millimeter. Den regnigaste månaden är maj, med i genomsnitt 233 mm nederbörd, och den torraste är oktober, med 32 mm nederbörd.